# Céline Marty
Céline Marty (* 30. März 1976 in Toulouse) ist eine ehemalige französische Fußballspielerin.

## Vereinskarriere
Céline Marty kam als 16-Jährige von einem kleinen Amateurverein zum Olympique Aérospatial Club in ihrer Geburtsstadt. Als dessen erste Frauenelf 1994 in die höchste französische Liga, das Championnat National 1 A, aufstieg, war die Torhüterin darin bald die unangefochtene Nummer eins und errang schon in der ersten Spielzeit die Vizemeisterschaft. Diesen zweiten Rang belegte der TOAC zwei Jahre später erneut, und Marty wurde zu diesem Zeitpunkt sogar zur Nationalspielerin (siehe unten). Ab der Saison 1998/99 dominierte die Mannschaft aus Toulouse die Liga endgültig, wurde drei Mal in Folge Meister und konnte sich dabei regelmäßig auf die Torfrau und ihre Vorderleute stützen, die jeweils die wenigsten Gegentreffer aller Teilnehmer hinnehmen mussten. Zu den stärksten Defensivspielerinnen dieser Jahre zählten Dominique Geminiano, Sabrina Viguier und Élodie Woock; ab 1999 gehörte auch Céline Martys sieben Jahre jüngere Schwester Géraldine – gleichfalls als Torfrau – zum Erstligakader des TOAC.
2001, nach dem Gewinn des dritten Meistertitels, schloss sich die Frauenfußballabteilung des Olympique Aérospatial Club dem „großen Verein“ der Stadt, dem Toulouse FC, an, und nahezu das komplette Team vollzog diesen Schritt mit. Von daher verwunderte es die Fachwelt wenig, dass die eingespielte Frauschaft auch unter neuem Namen 2002 die Siegestrophäe ein weiteres Mal errang. Dazu kam der Gewinn des 2001/02 zum ersten Mal ausgetragenen Landespokalwettbewerbs, womit die Spielerinnen auch den ersten Doublé der Frauenfußballgeschichte Frankreichs gewannen. Die Elf hatte in dieser erfolgreichen lange Zeit sogar noch ein drittes Eisen im Feuer gehabt: im gleichfalls neu geschaffenen Europapokal der Landesmeisterinnen schied sie erst im Halbfinale nach zwei engen Partien (1:2 und 0:0) gegen den späteren Sieger 1. FFC Frankfurt aus.
Am Ende der folgenden beiden nationalen Punkterunden hieß der Tabellenführer der inzwischen in Division 1 Féminine umbenannten (und teilprofessionalisierten) Liga gleichfalls TFC; allerdings gab es damals eine abschließende Meisterrunde der vier besten Teams, und darin belegten die Spitzenreiterinnen jeweils nur den vierten Platz. 2002/03 reichte es auch auf europäischer Ebene nur noch zur Viertelfinalteilnahme. In Céline Martys letztem Jahr (2004/05) schloss ihre Elf sogar nur als Ligafünfter ab, und die 29-Jährige verließ nach 13 Jahren in Toulouse die große Fußballbühne, um noch zwei Spielzeiten bei einem unterklassigen Verein zu absolvieren.

### Stationen
- Étoile Aussonnaise (bis 1992)
- Toulouse OAC (1992–2001)
- Toulouse FC (2001–2005)
- AS Bessinoise (2005–2007)

## In der Nationalelf
Zwischen Mai 1997 und September 2003 hat Céline Marty in 40 A-Länderspielen im Tor der Nationalelf gestanden, wobei sie bis einschließlich 1999 nur in sechs Begegnungen eingesetzt wurde. Bei ihrem Debüt, einem Freundschaftsspiel gegen Irland, blieb sie ohne Gegentreffer. An der „Torwartlegende“ Sandrine Roux war aber zunächst kein Vorbeikommen, auch wenn Marty zum französischen Europameisterschaftsaufgebot 1997 gehörte. Ab dem Jahr 2000 berücksichtigte Nationaltrainerin Élisabeth Loisel sie aber regelmäßig in der Startformation, und bei der Europameisterschaft 2001 schien sie als Nummer eins gesetzt zu sein, doch während der drei französischen Endrundenspiele in Deutschland hütete nicht Marty, sondern Corinne Lagache das Tor der Bleues.
Nach dem EM-Vorrundenaus kehrte sie ins Tor zurück und bestritt unter anderem neun der zehn Qualifikationsspiele für die Weltmeisterschaft 2003, darunter die beiden entscheidenden 1:0-Siege gegen England, in denen sie vergleichsweise selten gefordert wurde. Bei der WM-Endrunde 2003 in den USA stand sie bei allen drei Vorrundenbegegnungen (0:2 gegen Norwegen, 1:0 gegen Südkorea und 1:1 gegen Brasilien) für volle 90 Minuten auf dem Feld. Das Brasilien-Spiel bedeutete nicht nur Frankreichs vorzeitiges Aus bei seiner ersten WM-Teilnahme, es war auch für Céline Marty das letzte Länderspiel.
Während ihrer internationalen Karriere ist sie auch gegen die Nationalmannschaften der deutschsprachigen Länder zum Einsatz gekommen. Dabei traf sie dreimal (1999, 2001 und 2002) auf die Schweizerinnen sowie je einmal auf Österreich (1999, 4:1-Sieg) und Deutschland, gegen das Frankreichs Frauen im April 2003 ihren ersten Sieg (1:0) in einem Länderspiel feiern konnten.

## Palmarès
- Französische Meisterin: 1999, 2000, 2001, 2002 (und Vizemeisterin 1995, 1997)
- Französische Pokalsiegerin: 2002
- 40 A-Länderspiele, WM-Teilnehmerin 2003